# Сото, Гильермо
Гильермо Томас Сото Арредондо (исп. Guillermo Tomás Soto Arredondo; род. 10 января 1994 или 19 января 1994, Сантьяго) — чилийский футболист, защитник клуба «Универсидад Католика» и сборной Чили.

## Клубная карьера
Воспитанник клуба «Универсидад Католика». 18 мая 2014 года в матче Кубка Чили против «Курико Унидо» дебютировал за основной состав. В 2015 году Сото на правах аренды перешёл в «Рейнджерс» из Талька. 16 августа в матче против «Унион Сан-Фелипе» дебютировал в чилийской Примере B. Летом 2017 года был арендован клубом «Барнечеа». 30 июля в матче против «Сан-Маркос де Арика» дебютировал за новый клуб.
В начале 2018 года Сото перешёл в «Палестино». 21 февраля в поединке Кубка Либертадорес против аргентинского «Тальерес» забил свой первый гол за «Палестино». В 2018 году помог команде завоевать Кубок Чили.
В начале 2022 года Сото перешёл в аргентинский «Уракан». 12 апреля в матче против «Барракас Сентраль» дебютировал в аргентинской Примере. Летом 2023 года перешёл в российскую «Балтику». В матче против «Ахмата» он дебютировал в РПЛ. В начале 2024 года Гильермо вернулся в «Универсидад Католика».

## Карьера в сборной
16 ноября 2022 года в товарищеском матче против сборной Польши Сото дебютировал за сборную Чили.

## Достижения
Клубные
 «Палестино»
- Обладатель Суперкубка Чили — 2018